# Polemonium sumushanense
Polemonium sumushanense là một loài thực vật có hoa trong họ Polemoniaceae. Loài này được G.H. Liu & Ma miêu tả khoa học đầu tiên năm 1989.